# Progne
Progne és un dels gèneres d'ocells, de la família dels hirundínids (Hirundinidae).
El nom del gènere fa referència a Procne (Πρόκνη), una noia de la mitològia grega. El seu marit, Tereu, havia violat Filomela, la germana de Procne. Quan aquesta se n'assebentà, en venjança matà el seu propi fill Itis i el serví per sopar al seu marit. Al seu torn, Tereu s'enfurismà en assabentar-se'n i mentre Procne fugia, els Deus la convertiren en oreneta.

## Taxonomia
Segons la classificació del Congrés Ornitològic Internacional (versió 13.2, 2023), aquest gènere conté nou espècies:
- Progne tapera - oreneta pitbruna.
- Progne murphyi - oreneta del Perú.
- Progne subis - oreneta porpra.
- Progne sinaloae - oreneta de Sinaloa.
- Progne elegans - oreneta meridional.
- Progne chalybea - oreneta pitgrisa.
- Progne modesta - oreneta de les Galápagos.
- Progne cryptoleuca - oreneta de Cuba.
- Progne dominicensis - oreneta del Carib.